# Aaron Tippin

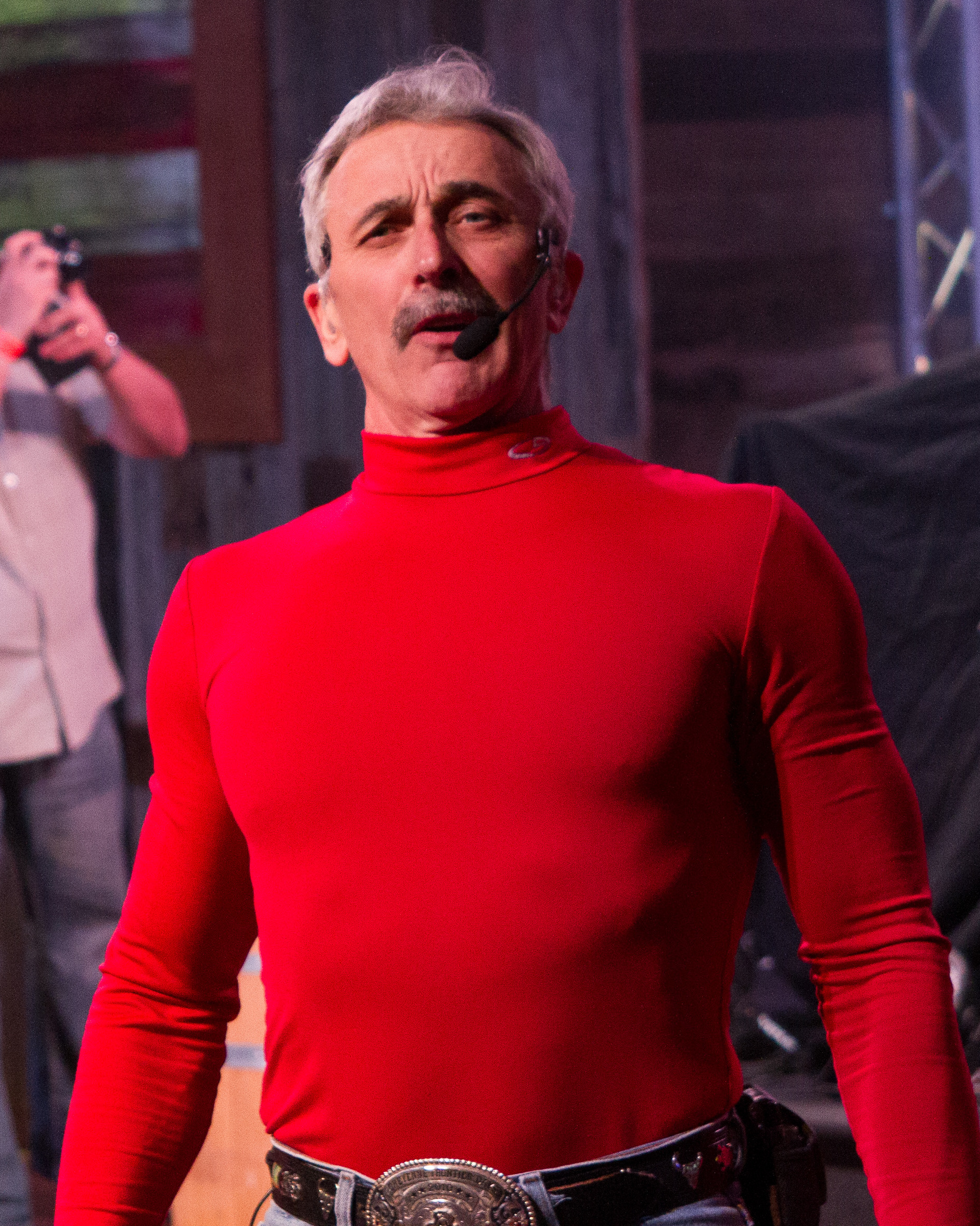
Aaron Tippin (2015)

Aaron Tippin (* 3. Juli 1958 in Pensacola, Florida) ist ein US-amerikanischer Country-Sänger und Songwriter.

## Anfänge
Aaron wuchs auf einer Farm im ländlichen South Carolina auf. Als Sohn eines Piloten entwickelte er neben seiner Begeisterung für die Country-Musik schon früh eine Leidenschaft fürs Fliegen. Mit 16 Jahren erwarb er eine erste Fluglizenz. Aufgrund der schlechten beruflichen Aussichten wechselte er aber ins Musikgeschäft. Mit Gelegenheitsarbeiten verschaffte er sich anfangs den nötigen finanziellen Rückhalt. Abends trat er in örtlichen Clubs auf.
Seine erste Ehe scheiterte früh. Als talentierter Sportler intensivierte er sein Body Building Training und nahm erfolgreich an lokalen Wettbewerben teil (auf Schallplattencovers und Pressefotos unterließ er es später nur selten, in Macho-Pose seinen durchtrainierten Oberkörper zu präsentieren).

## Karriere

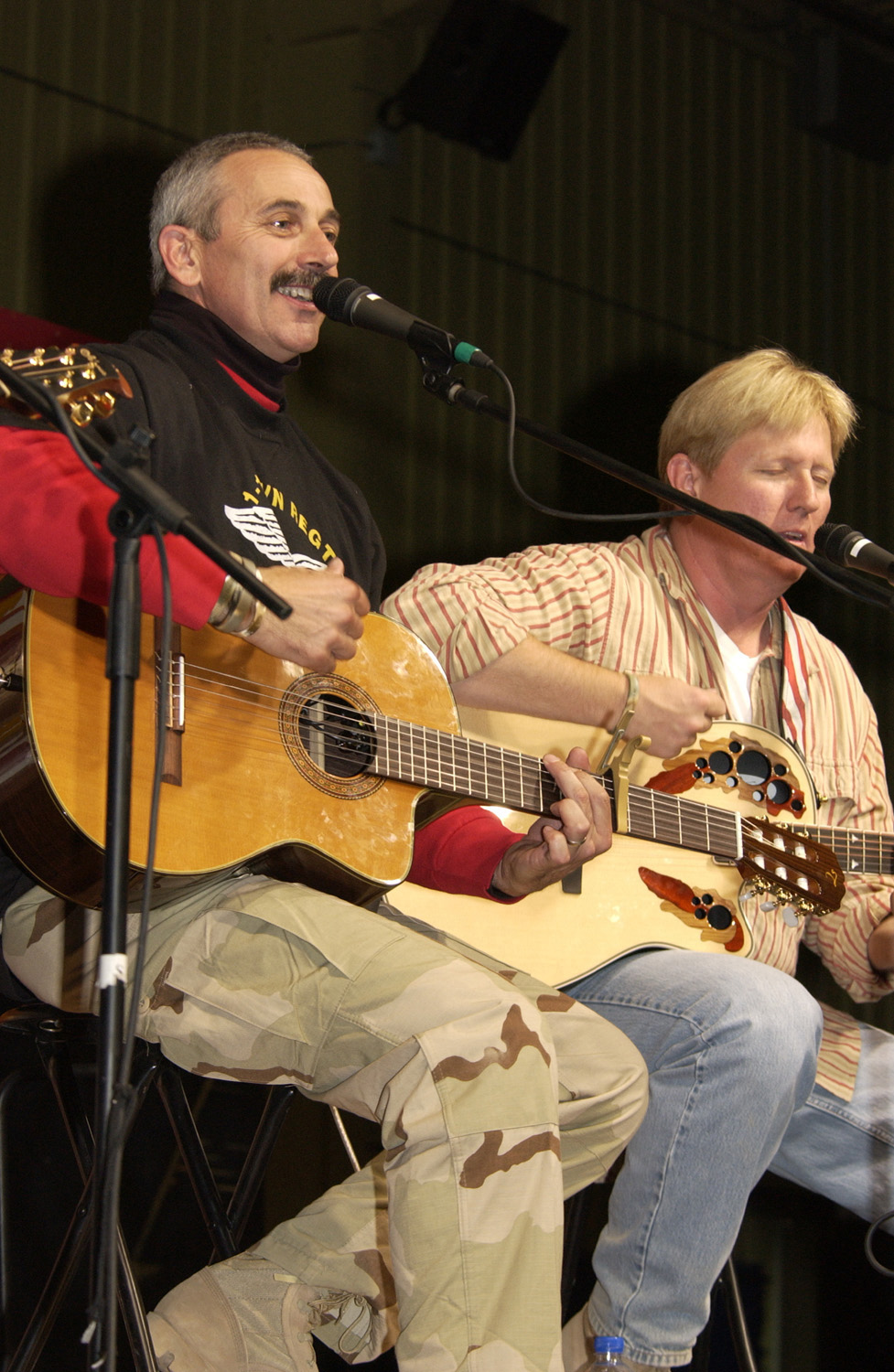
Aaron Tippin (links, 2005)

1986 zog Tippin nach Nashville, wo er eine Anstellung als Songwriter beim renommierten Accuff-Rose-Verlag fand. Ein Demo-Band fand Ende der achtziger Jahre den Weg zum RCA-Label, das ihn wenig später unter Vertrag nahm. 1990 erschien seine erste Single, Something With A Ring On It. Im gleichen Jahr folgte sein Debüt-Album You've Got To Stand For Something.
Der Durchbruch gelang 1992 mit seinem zweiten Album. Read Between The Lines erreichte Platinstatus und es wurde mit There Ain’t Nothing Wrong With The Radio ein Nummer-1-Hit ausgekoppelt. An allen Songs war Tippin als Co-Autor beteiligt. Seine Erfolgssträhne hielt auch beim dritten Album an. Call Of The Wild wurde vergoldet. Seine Singles kamen aber in den nächsten Jahren nicht über mittlere Hitparadenplatzierungen hinaus. 1995 heiratete er die Songwriterin Thea Corontzos. Im gleichen Jahr schaffte er mit That’s As Close As I’ll Get To Loving You seine zweite Topplatzierung in den Country-Charts.
Die Verkäufe seiner Schallplatten ließen stetig nach. 1996 verlor er seinen Schallplattenvertrag. Auch bei dem kleineren, zum Disney-Konzern gehörigen Lyric Street Label konnte er den Abwärtstrend nicht umkehren, obwohl er im Jahre 1998 mit seiner Single For You I Will noch eine Top-Ten-Platzierung schaffte. Erst im Jahr 2000 gelang ihm mit seinem ebenfalls bei „Lyric Street“ erschienenen Album People Like Us, das binnen kürzester Zeit Gold-Status erreichte, ein Comeback. Mit der Nummer-1-Single Kiss This hielt er sich 33 Wochen in den Country-Charts.

## Diskografie

### Studioalben
| Jahr | Titel                             | Höchstplatzierung, Gesamtwochen, AuszeichnungChartplatzierungen (Jahr, Titel, Platzierungen, Wochen, Auszeichnungen, Anmerkungen) | Höchstplatzierung, Gesamtwochen, AuszeichnungChartplatzierungen (Jahr, Titel, Platzierungen, Wochen, Auszeichnungen, Anmerkungen) | Anmerkungen                                                       |
| Jahr | Titel                             | US | Country | Anmerkungen                                                       |
| ---- | --------------------------------- | --- | --- | ----------------------------------------------------------------- |
| 1991 | You’ve Got to Stand for Something | US153 Gold · (21 Wo.)US | Country23 (63 Wo.)Country | Erstveröffentlichung: 22. Januar 1991                             |
| 1992 | Read Between the Lines            | US50 Platin · (60 Wo.)US | Country6 (95 Wo.)Country | Erstveröffentlichung: 10. März 1992                               |
| 1993 | Call of the Wild                  | US53 Gold · (39 Wo.)US | Country6 (59 Wo.)Country | Erstveröffentlichung: 10. August 1993                             |
| 1994 | Lookin’ Back at Myself            | US114 Gold · (13 Wo.)US | Country19 (22 Wo.)Country | Erstveröffentlichung: 8. November 1994                            |
| 1995 | Tool Box                          | US63 Gold · (23 Wo.)US | Country12 (39 Wo.)Country | Erstveröffentlichung: 24. Oktober 1995                            |
| 1998 | What This Country Needs           | — | Country23 (38 Wo.)Country | Erstveröffentlichung: 6. Oktober 1998                             |
| 2000 | People Like Us                    | US53 Gold · (26 Wo.)US | Country5 (81 Wo.)Country | Erstveröffentlichung: 25. Juli 2000                               |
| 2001 | A December to Remember            | — | Country42 (8 Wo.)Country | Erstveröffentlichung: 18. September 2001                          |
| 2002 | Stars & Stripes                   | US62 (2 Wo.)US | Country10 (21 Wo.)Country | Erstveröffentlichung: 10. September 2002                          |
| 2009 | In Overdrive                      | — | Country73 (1 Wo.)Country | Erstveröffentlichung: 3. Februar 2009                             |
| 2013 | All in the Same Boat              | — | Country70 (1 Wo.)Country | Erstveröffentlichung: 28. Mai 2013 mit Joe Diffie & Sammy Kershaw |

Weitere Alben
- 2015: Aaron Tippin 25

### Kompilationen
| Jahr | Titel                          | Höchstplatzierung, Gesamtwochen, AuszeichnungChartplatzierungen (Jahr, Titel, Platzierungen, Wochen, Auszeichnungen, Anmerkungen) | Höchstplatzierung, Gesamtwochen, AuszeichnungChartplatzierungen (Jahr, Titel, Platzierungen, Wochen, Auszeichnungen, Anmerkungen) | Anmerkungen                          |
| Jahr | Titel                          | US | Country | Anmerkungen                          |
| ---- | ------------------------------ | --- | --- | ------------------------------------ |
| 1997 | Greatest Hits... And Then Some | US97 (5 Wo.)US | Country17 (39 Wo.)Country | Erstveröffentlichung: 25. März 1997  |
| 1998 | Super Hits                     | — | Country72 (2 Wo.)Country | Erstveröffentlichung: 24. März 1998  |
| 2006 | Now & Then                     | US162 (1 Wo.)US | Country34 (6 Wo.)Country | Erstveröffentlichung: September 2006 |

Weitere Veröffentlichungen
- 2004: Ultimate
- 2008: He Believed

### Singles
| Jahr | Titel Album                                                       | Höchstplatzierung, Gesamtwochen, AuszeichnungChartplatzierungen (Jahr, Titel, Album, Platzierungen, Wochen, Auszeichnungen, Anmerkungen) | Höchstplatzierung, Gesamtwochen, AuszeichnungChartplatzierungen (Jahr, Titel, Album, Platzierungen, Wochen, Auszeichnungen, Anmerkungen) | Anmerkungen                              |
| Jahr | Titel Album                                                       | US | Country | Anmerkungen                              |
| --- | ----------------------------------------------------------------- | --- | --- | ---------------------------------------- |
| 1990 | You’ve Got to Stand for Something                                 | — | Country6 (20 Wo.)Country | Erstveröffentlichung: 8. Oktober 1990    |
| 1991 | I Wonder How Far It Is Over You You’ve Got to Stand for Something | — | Country40 (19 Wo.)Country | Erstveröffentlichung: 6. April 1991      |
| 1992 | There Ain’t Nothin’ Wrong with the Radio Read Between the Lines   | — | Country1 (20 Wo.)Country | Erstveröffentlichung: 10. Februar 1992   |
| 1992 | I Wouldn’t Have It Any Other Way Read Between the Lines           | — | Country5 (20 Wo.)Country | Erstveröffentlichung: 22. Juni 1992      |
| 1992 | I Was Born with a Broken Heart Read Between the Lines             | — | Country38 (13 Wo.)Country | Erstveröffentlichung: 24. Oktober 1992   |
| 1993 | My Blue Angel Read Between the Lines                              | — | Country7 (20 Wo.)Country | Erstveröffentlichung: 1. Februar 1993    |
| 1993 | Workin’ Man’s Ph.D. Call of the Wild                              | — | Country7 (20 Wo.)Country | Erstveröffentlichung: 21. Juni 1993      |
| 1993 | The Call of the Wild Call of the Wild                             | — | Country17 (20 Wo.)Country | Erstveröffentlichung: 23. Oktober 1993   |
| 1994 | Whole Lotta Love on the Line Call of the Wild                     | — | Country30 (20 Wo.)Country | Erstveröffentlichung: 23. April 1994     |
| 1994 | I Got It Honest Lookin’ Back at Myself                            | — | Country15 (20 Wo.)Country | Erstveröffentlichung: 26. September 1994 |
| 1995 | She Feels Like a Brand New Man Tonight Lookin’ Back at Myself     | — | Country39 (11 Wo.)Country | Erstveröffentlichung: 25. Februar 1995   |
| 1995 | That’s as Close as I’ll Get to Loving You Tool Box                | — | Country1 (21 Wo.)Country | Erstveröffentlichung: 28. August 1995    |
| 1996 | Without Your Love Tool Box                                        | — | Country22 (16 Wo.)Country | Erstveröffentlichung: 3. Februar 1996    |
| 1997 | That’s What Happens When I Hold You Greatest Hits… and Then Some  | — | Country50 (7 Wo.)Country |                                          |
| 1997 | A Door Greatest Hits… and Then Some                               | — | Country65 (4 Wo.)Country |                                          |
| 1998 | For You I Will What This Country Needs                            | US49 (20 Wo.)US | Country6 (29 Wo.)Country | Erstveröffentlichung: 3. August 1998     |
| 1999 | I’m Leaving What This Country Needs                               | US87 (3 Wo.)US | Country17 (20 Wo.)Country | Erstveröffentlichung: 30. Januar 1999    |
| 1999 | Her What This Country Needs                                       | — | Country33 (18 Wo.)Country | Erstveröffentlichung: 5. Juni 1999       |
| 2000 | Kiss This People Like Us                                          | US42 (20 Wo.)US | Country1 (33 Wo.)Country | Erstveröffentlichung: 22. Mai 2000       |
| 2001 | People Like Us                                                    | — | Country17 (21 Wo.)Country | Erstveröffentlichung: 8. Januar 2001     |
| 2001 | Where the Stars and Stripes and the Eagle Fly Stars & Stripes     | US20 (20 Wo.)US | Country2 (23 Wo.)Country | Erstveröffentlichung: 17. September 2001 |
| 2002 | If Her Lovin’ Don’t Kill Me Stars & Stripes                       | — | Country40 (15 Wo.)Country | Erstveröffentlichung: 10. August 2002    |
| 2002 | Love Like There’s No Tomorrow Stars & Stripes                     | — | Country35 (19 Wo.)Country | Erstveröffentlichung: 21. Dezember 2002  |
| 2005 | Come Friday I Believed                                            | — | Country42 (14 Wo.)Country |                                          |
| 2007 | He Believed Now & Then                                            | — | Country55 (4 Wo.)Country |                                          |
| Folgende Lieder erschienen nicht als Single, wurden aber durch das Album zum Download und Streaming bereitgestellt und konnten somit eine Platzierung erlangen: |                                                                   | | |                                          |
| |                                                                   | | |                                          |
| 1991 | She Made a Memory Out of Me You’ve Got to Stand for Something     | — | Country54 (11 Wo.)Country |                                          |
| 1994 | Honky Tonk Superman Call of the Wild                              | — | Country47 (10 Wo.)Country |                                          |
| 1996 | Everything I Own Tool Box                                         | — | Country51 (11 Wo.)Country |                                          |
| 1996 | How’s the Radio Know Tool Box                                     | — | Country69 (2 Wo.)Country |                                          |
| 1999 | What This Country Needs                                           | — | Country47 (9 Wo.)Country |                                          |
| 2001 | Always Was People Like Us                                         | — | Country40 (9 Wo.)Country |                                          |
| 2002 | I’ll Take Love Over Money Stars & Stripes                         | — | Country46 (10 Wo.)Country |                                          |
| 2002 | Jingle Bell Rock A December to Remember                           | — | Country52 (4 Wo.)Country |                                          |

Weitere Singles
- 2006: Ready to Rock (In a Country Kind of Way)
- 2008: Drill Here, Drill Now
- 2009: East Bound and Down
- 2013: All in the Same Boat (mit Sammy Kershaw & Joe Diffie)